# 学校裏サイトホラーゲーム
『学校裏サイトホラーゲーム』（がっこううらサイトホラーゲーム）は、2012年の日本映画。ミステリー出版賞　最優秀作品賞受賞を受賞した同名小説が原作となっている。

## キャスト
- あいか - 坂神美幸
- 高咲里音 - 立花理子
- 松本唯
- 後藤那奈
- 岸田蓮矢
- 櫻井圭登
- 佐々木直樹
- 田嶋高志
- ダイジュマン - 担任教師
- 渋谷えり - 学校教師
- 佐藤睦 - 霞見果歩
- 井上翔
- 小川啓太
- 西潟香菜 - 青木玲子
- 栗原孝順
- 広瀬美晴 - 坂神真琴
- 藤岡範子
- 保田泰 - 鎌切冨郎（声）
- 山谷健太
- 坂本哲春
- 竜裕美
- 小鹿友平
- 飯塚千明
- 九ノ塚和樹
- 澤井久暢
- 若林将輝
- 畑中優寛
- 京部崇浩
- 浅井勇樹
- 菊池達郎
- 今井優介
- 宮下貴
- Mr.ヒロ
- スペースCo太郎
- E.K
- 肉球マスター
- 伊藤紀博
- すながわえり
- オクムラナオトシ
- 渡辺優美
- 小宮山絢斗
- 草野秀勝
- 森山匡史
- オオタタツヤ
- 大嶋わくり
- 水季可奈
- 人見和樹
- 山田義秀
- 川連廣明
- 中村幸太郎
- 鎮混まん

## スタッフ
- 製作：松田提樹、酒匂暢彦、大橋孝史
- プロデューサー：力石綾、上野境介、酒井明
- アシスタントプロデュサー：大川裕紀
- 制作担当：杉山優
- 監督：遊山直奇
- 助監督：櫻井信太郎
- 原作：西門言「ホラー・ゲーム」（ミステリー出版賞最優秀作品賞）
- 脚本：遊山直奇
- 撮影監督：中野貴大
- 録音：今井哲郎
- 編集：遊山直奇
- 音楽：FRA
- VFX：遊山直奇